# إدوارد ريفيرا كوريا
إدوارد ريفيرا كوريا (بالإنجليزية: Eduard Rivera Correa)‏ هو سياسي أمريكي، ولد في 11 يونيو 1953 في الولايات المتحدة. حزبياً، نشط في Popular Democratic Party (Puerto Rico) ‏.